# Paludiscala
Paludiscala é um género de gastrópode  da família Hydrobiidae.
Este género contém as seguintes espécies:
- Paludiscala caramba Taylor, 1966